# 索拉纳德里奥阿尔马尔
索拉纳德里奥阿尔马尔，是西班牙卡斯蒂利亚-莱昂阿维拉省的一个市镇。总面积37平方公里，总人口273人（2001年），人口密度7人/平方公里。